# Julie Bertuccelli
Julie Mathilde Charlotte Bertuccelli (Boulogne-Billancourt, 12 febbraio 1968) è una regista e sceneggiatrice francese.

## Biografia
Figlia del regista Jean-Louis Bertuccelli, ha cominciato a lavorare come regista negli anni novanta agli Ateliers Varan, realizzando documentari per arte, France 3 e France 5, tra gli altri. È stata aiuto regista di suo padre, Otar Iosseliani, Bertrand Tavernier, Rithy Panh e Krzysztof Kieślowski, tra cui nella trilogia dei colori.
Il suo esordio nel cinema di finzione, Da quando Otar è partito (2003), ha ricevuto il plauso della critica e diversi riconoscimenti, tra cui il premio César per la migliore opera prima. 
Nel 2010 ha fatto seguire la co-produzione franco-australiana L'albero, con Charlotte Gainsbourg.
Prima presidentessa donna della Société civile des auteurs multimédia (SCAM, dal 2013), vi ha creato numerose iniziative legate al documentario, tra cui nel 2015 L'Œil d'or, il premio per il miglior documentario assegnato al Festival di Cannes.
È stata sposata col direttore della fotografia Christophe Pollock (con cui ha avuto due figli) fino alla morte di lui.

## Filmografia parziale
- Da quando Otar è partito (Depuis qu'Otar est parti...) (2003)
- L'albero (The Tree) (2010)
- Squola di Babele (La Cour de Babel) – documentario (2013)
- Tutti i ricordi di Claire (La Dernière Folie de Claire Darling) (2018)

## Riconoscimenti
- Premio César
  - 2004 – Migliore opera prima per Da quando Otar è partito
  - 2004 – Candidatura alla migliore sceneggiatura originale o il miglior adattamento per Da quando Otar è partito
  - 2011 – Candidatura al miglior adattamento per L'albero
  - 2015 – Candidatura al miglior documentario per Squola di Babele
  - 2017 – Candidatura al miglior documentario per Dernières nouvelles du cosmos
- Festival di Cannes
  - 2003 – Grand Prix della Settimana della critica per Da quando Otar è partito
  - 2003 – Grand Rail d'or per Da quando Otar è partito
  - 2003 – In concorso per la Caméra d'or per Da quando Otar è partito